# Стреляющее устройство скрытого ношения
Стреляющее устройство скрытого ношения — разновидность огнестрельного или холодного метательного оружия, в котором поражающий элемент и механизм для его выстреливания спрятаны внутри того или иного предмета, как правило бытовой принадлежности, помещающейся в карман или не вызывающей подозрений при открытом ношении, вроде портсигара, зажигалки, фонарика, зонта, трости, фотоаппарата, перстня, пачки сигарет и т. п. Применяются преступниками и агентами спецслужб.

## Разновидности
Стреляющие устройства могут быть замаскированы под следующие категории предметов:
- бытовые принадлежности;
- кухонные принадлежности;
- столовые приборы;
- карманную электронику;
- украшения;
- курительные принадлежности;
- продолговатые предметы (трости и зонты);
- предметы одежды и обуви (например, устройства, вмонтированные в каблук ботинка);
- предметы промышленного и хозяйственного назначения;
- стройматериалы, крепёжные изделия и строительно-монтажные детали.

Ниже представлены огнестрельные устройства, изъятые у злоумышленников сотрудниками БАТФ, ФБР и АТБ и других правоохранительных структур:

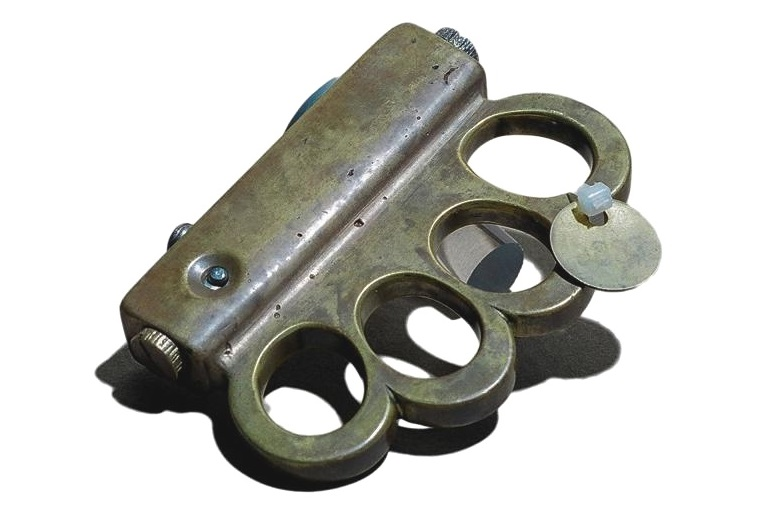
Кастет
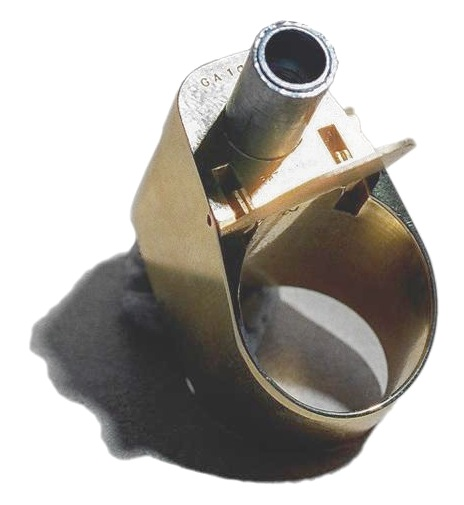
Перстень
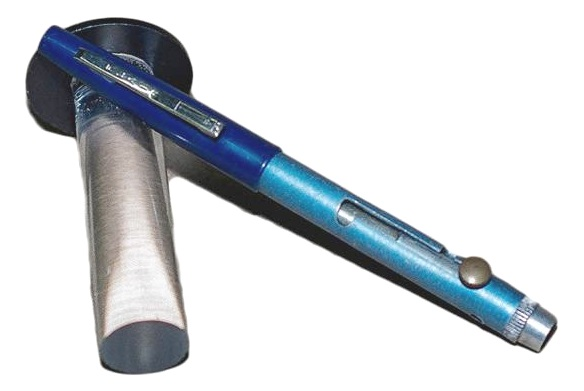
Ручка
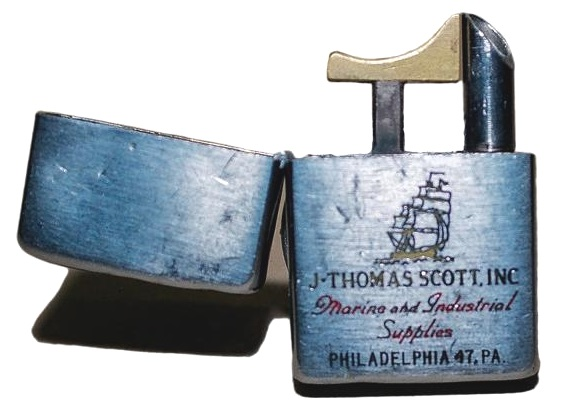
Зажигалка Зиппо
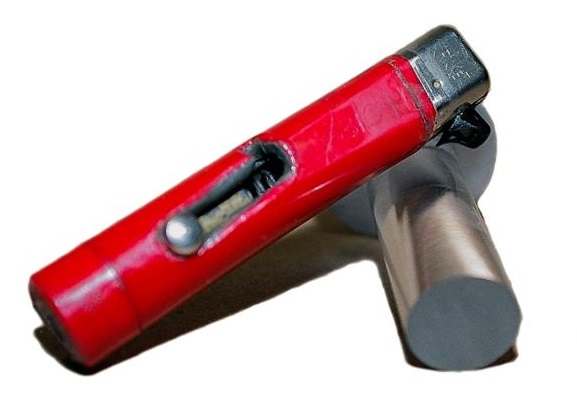
Пластмассовая зажигалка
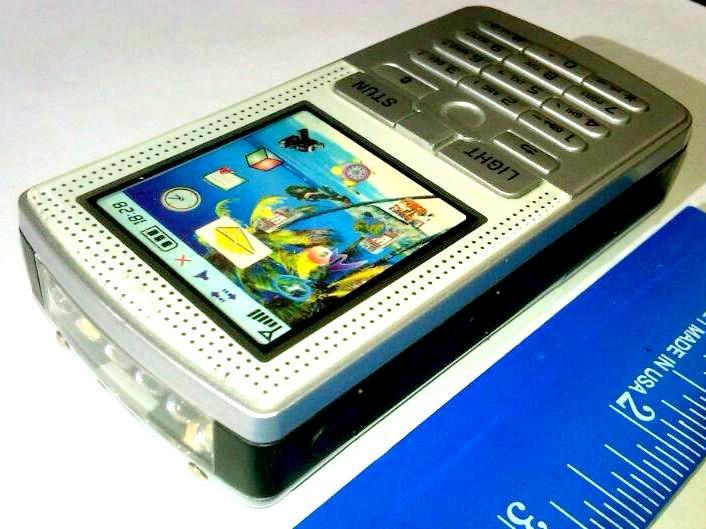
Мобильный телефон
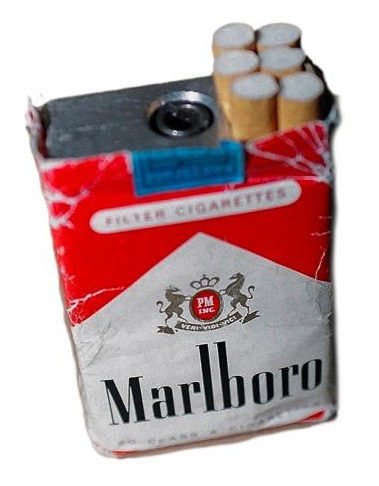
Пачка сигарет
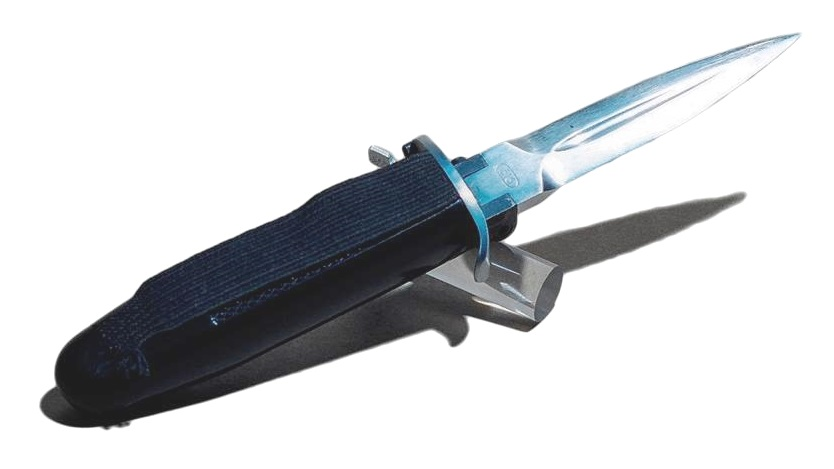
Нож
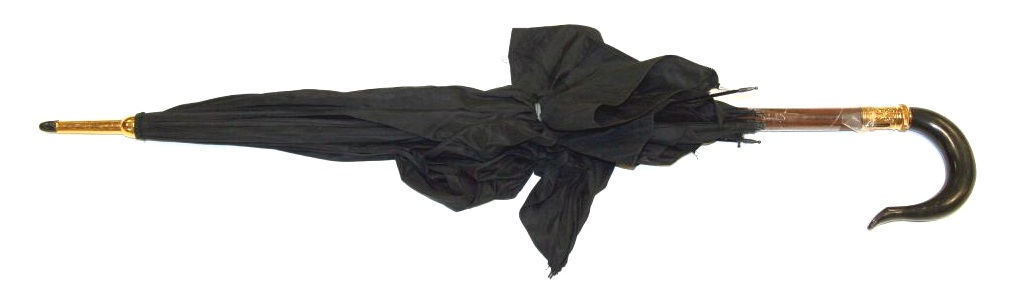
Зонтик
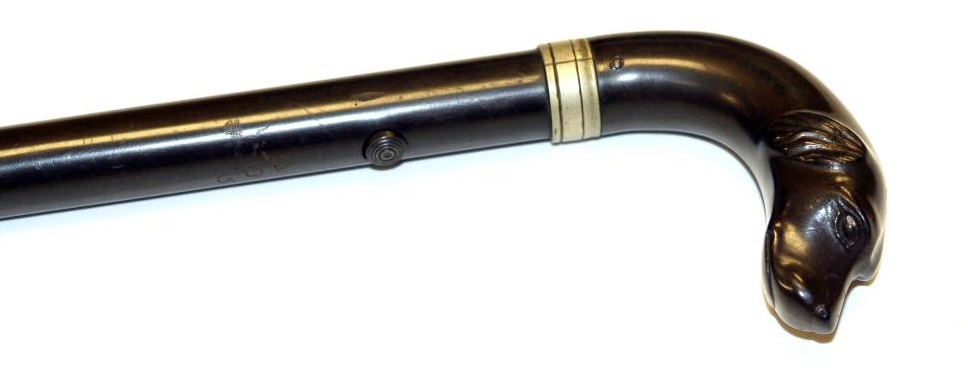
Трость
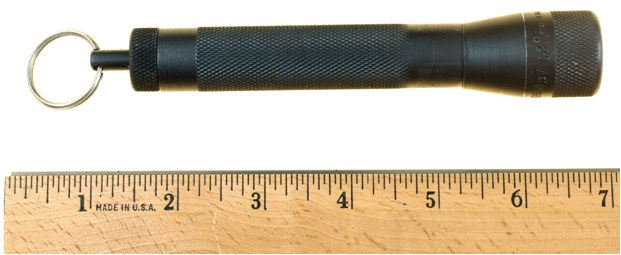
Фонарик
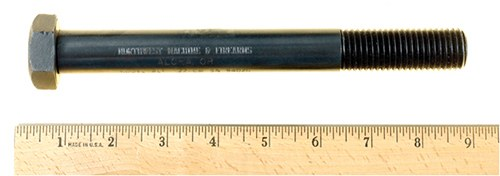
Крепёжный болт